# Paragonimus kellicotti
Douve américaine du poumon
Espèce
Paragonimus kellicotti, communément appelé la Douve américaine du poumon, est une espèce de vers plats de la famille des Paragonimidae. Il s'agit d'un parasite du Vison et d'autres animaux, et qui provoque chez l'Homme la distomatose pulmonaire du Nouveau-Monde.
Peu importante par le nombre de sujets atteints, elle est connue au Canada, aux États-Unis et en Amérique tropicale.
La clinique et le traitement sont les mêmes que pour Paragominus ringeri.